# 홍색사지통증
홍색사지통증(紅色四肢痛症, 영어: erythromelalgia)은 일반적으로 하지 또는 손의 혈관이 간헐적으로 차단된후 충혈 및 염증이 발생하는 희귀 혈관 말초 통증을 말한다. 홍색팔다리통증이라고도 한다. 심한 작열통이 있고 피부가 붉어진다. 발작은 주기적이며 일반적으로 열, 압력, 가벼운 활동, 불면증 또는 스트레스에 의해 발생한다. 홍색사지통증은 원발성 또는 이차성 장애로 발생할 수 있다. 

## 증상
- 타는듯한 통증
- 세동맥 확장
- 발열
- 사지홍조